# Julius Wilkens
Julius Frederik Kristian Emil Wilkens, född den 29 februari 1812, död den 21 april 1892, var en dansk teknolog.
Wilkens blev som konstsvarvarlärling en av de första eleverna i polytekniska skolan, där han 1832 avlade examen både i mekanik och kemi och 1836-86 var anställd som lärare i teknologi. Åren 1842-68 undervisade han därjämte i maskinlära vid krigshögskolan och fick professors titel 1849. Som lärare strävade Wilkens att vetenskapligt ordna de spridda ämnen, som tillhörde hans fack, enligt samma plan, som Karmarsch amtidigt följde i Tyskland. Hans föreläsningar utkom i tryck 1871 (ny upplaga 1886). Wilkens var under en lång tid synnerligen verksam i Köpenhamns industriförening, särskilt 1844-47 för erhållande av koncession på järnvägen Köpenhamn-Roskilde. Åren 1849-54 var han folketingsman och tillhörde det nationalliberala partiet.